# Інгрід Бісу
Інгрід Бісу (рум. Ingrid Bisu; нар. 15 вересня 1987, Бухарест) — румунсько-німецька акторка, модель і продюсерка.
Найбільш відома за роллю Анки в драмі Марен Аде «Тоні Ердманн», що отримала численні престижні нагороди і номінацій.

## Біографія
Бісу народилася 15 вересня 1987 року в Бухаресті в румунсько-німецькій сім'ї. Виросла в німецькій громаді в Румунії, навчалася в німецьких дитячому садку, школі і коледжі в Бухаресті.
У 2003 році, у 16 років, Інгрід стала героїнею новорічній фотосесії для відомого підліткового журналу Cool Girl. Після чого стала героїнею міжнародної реклами телекомунікаційної компанії Orange S. A.. Вони прослуховували дівчат в Ізраїлі, Англії та Румунії. Рекламний ролик став транслюватися в Ізраїлі та Румунії.
У кіно дебютувала в 2005 році в епізодичній ролі у фільмі Уве Болла «Бладрейн», де у неї була загальна сцена з Беном Кінгслі. У 2006 році вона зіграла головну роль у румунському телефільмі «Світ болю», чим привернула увагу Крістіана Мунджіу, який запросив її у свій кіноальманах «Казки золотого століття». Це дозволило акторці отримати міжнародну популярність і ролі у фільмах відомих кіномитців — Клода Лелуша, Тео Піррі, Марен Аде.
Проживає в Каліфорнії.

## Фільмографія
- Бладрейн (2005) — юна дівчина
- Світ болю (телесеріал, 2006) — Аліса
- Бійня (2009) — дівчина в труні
- Казки Золотого століття — (2009)
- Хо-Хо-Хо (2009) — подруга м'язистого хлопця
- Портрет молодого воїна (2010) — Матільда
- Єва (2010) — подруга Єви
- Околиця (2010) — Селену
- Жінка і чоловіки (2010) — подруга № 2
- Роксана (2013) — подруга Віктора
- Я бабка комуністка (2013) — перукарка
- Темний принц (2013) — Мінерва
- Теорема Зеро (2013) — колега по роботі (в титрах не вказана)
- Босх (2016) — директор клубу (телесеріал, в титрах не вказана)
- Тоні Ердманн (2016) — Анка
- Монахиня (2018) — сестра Оана
- Втілення зла (2021) — Вінні